# Gmina Maków Podhalański

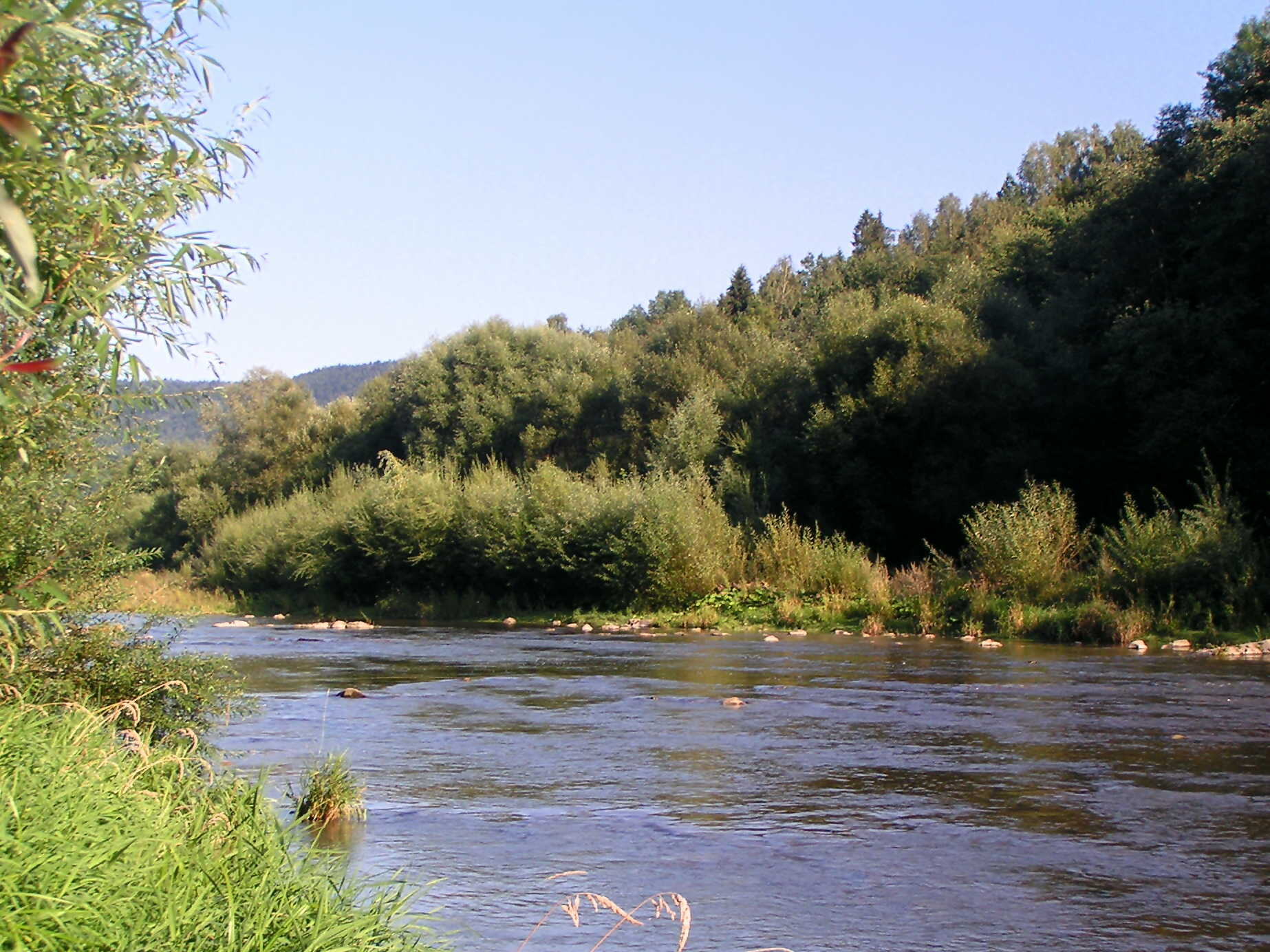
Fluss Skawa

Die Gmina Maków Podhalański (bis 1930 Gmina Maków) ist eine Stadt-und-Land-Gemeinde im Powiat Suski der Woiwodschaft Kleinpolen in Polen. Ihr Sitz ist die gleichnamige Stadt mit etwa 5950 Einwohnern.

## Geographie
Die Gemeinde liegt zwischen den Saybuscher Beskiden im Süden und den Beskid Makowski (Mittelbeskiden) im Norden. Wichtigstes Gewässer ist die Skawa.
Trotz des Namens befindet sich die Gemeinde nicht im Podhale.

## Geschichte
Um die Stadt von anderen Orten namens Maków zu unterscheiden, wurden die Namen von Stadt und Gemeinde 1930 mit dem Adjektiv Podhalański ergänzt. Die Stadt liegt jedoch nicht im Podhale.
Von 1975 bis 1998 gehörte die Gemeinde zur Woiwodschaft Bielsko-Biała.

## Gliederung
Zur Stadt-und-Land-Gemeinde (gmina miejsko-wiejska) gehören neben der Stadt Maków Podhalański (1) folgende sechs Dörfer mit einem Schulzenamt:
Białka (2)
Grzechynia (3)
Juszczyn (4)
Kojszówka (5)
Wieprzec (6)
Żarnówka (7)
Weitere Ortschaften der Gemeinde sind Gronie, Judaszówka und Jurki.

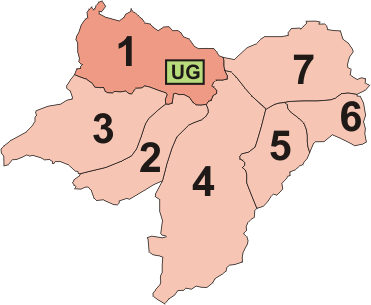
Die Gemeinde Maków Podhalański
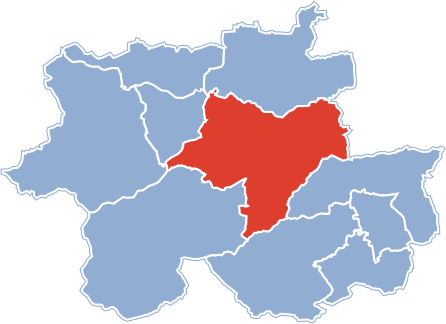
Die Gemeinde Maków Podhalański im Powiat Suski

## Verkehr
Durch die Gemeinde und ihren Hauptort verläuft die Staatsstraße DK 28, die Zator über Nowy Sącz mit Przemyśl verbindet.